# Visvijverbos
Het Visvijverbos is een natuurgebied van ruim 125 hectare in de Nederlandse gemeente Lelystad. Het gebied ligt ten noordoosten van Lelystad en de Hanzelijn en wordt doorsneden door de A6. Het bos is genoemd naar de noordwestelijk van het gebied gelegen voormalige viskwekerij.
Het Visvijverbos behoort - samen met het Gelderse Hout ten oosten van Lelystad, het Hollandse Hout ten zuidwesten van Lelystad en het Zuigerplasbos ten noordwesten van Lelystad - tot de stadsbossen van Lelystad. Het gebied wordt beheerd door Staatsbosbeheer. Door het zuidoostelijk deel van het bosgebied loopt het kanaal de Noordertocht. In het gebied komen onder andere de boommarter en de bever voor. Het visvijverbos is een schakel in de ecologische verbindingszone tussen het Houtribbos aan de westzijde en de natuurgebieden in het noordoosten van Zuidelijk Flevoland.